# Victor Boniface
Victor Okoh Boniface (sinh ngày 23 tháng 12 năm 2000) là một cầu thủ bóng đá chuyên nghiệp người Nigeria hiện đang thi đấu ở vị trí tiền đạo cho câu lạc bộ Bayer Leverkusen tại Bundesliga và Đội tuyển bóng đá quốc gia Nigeria.

## Sự nghiệp câu lạc bộ
Boniface bắt đầu chơi bóng ở đội trẻ của Real Sapphire từ Lagos.

### FK Bodø/Glimt
Boniface ký hợp đồng với Bodø/Glimt từ Real Sapphire vào ngày 4 tháng 3 năm 2019. Anh đã gặp phải chấn thương dây chằng chỉ hai tuần sau khi ký hợp đồng với Glimt khiến anh phải ngồi ngoài trong suốt mùa giải 2019. Boniface được chọn vào đội U-20 Nigeria để thi đấu tại Cúp bóng đá U-20 châu Phi 2019 nhưng phải rút lui khỏi đội vì chấn thương. Tuy nhiên, vào tháng 9 năm 2019, anh đã có trận ra mắt tại giải vô địch cho câu lạc bộ.

### Union SG
Vào ngày 8 tháng 8 năm 2022, Boniface ký hợp đồng 4 năm với á quân của Belgian Pro League Royale Union Saint-Gilloise với tùy chọn thêm một năm. Anh đã chơi tại 37 trong tổng cộng 38 trận cho Union Gilloise, trong đó anh ghi 9 bàn, 4 trận cúp quốc gia với 1 bàn và 10 trận ở Europa League với 6 bàn. Anh là vua phá lưới ở Europa League 2022–23 cùng với Marcus Rashford mặc dù Saint-Gilloise đã bị loại ở tứ kết bởi Bayer Leverkusen. Trước đó, anh đã chơi bốn trận vòng loại Champions League cho FK Bodø/Glimt và ghi được năm bàn. Điều này khiến anh trở thành vua phá lưới chỉ trong 4 vòng loại.

### Bayer Leverkusen
Boniface rời Union SG sau một năm. Anh gia nhập Bayer Leverkusen tại Bundesliga kể từ ngày 22 tháng 7 năm 2023 sau khi ký hợp đồng có thời hạn đến năm 2028 và được giao chiếc áo số 22. Anh ra mắt tại Bundesliga với tư cách là cầu thủ chính vào ngày 19 tháng 8 tại chiến thắng 3–2 trên sân nhà trước RB Leipzig. Vào ngày 26 tháng 8, anh ghi bàn thắng đầu tiên tại Bundesliga bằng cú đúp tại Borussia-Park trong chiến thắng 3–0 trong trận derby sân khách trước Borussia Mönchengladbach.

## Sự nghiệp quốc tế
Boniface được José Peseiro triệu tập vào Đội tuyển quốc gia Nigeria lần đầu tiên vào tháng 9 năm 2023. Trong trận đấu quốc tế đầu tiên tại Sân vận động Quốc tế Godswill Akpabio gặp São Tomé và Príncipe, anh vào sân thay Taiwo Awoniyi và kiến tạo cho Samuel Chukwueze để giúp đội giành chiến thắng chung cuộc 6-0.

## Thống kê sự nghiệp

### Câu lạc bộ
Tính đến 20 tháng 4 năm 2025
| Câu lạc bộ          | Mùa giải            | Giải vô địch        | Giải vô địch | Giải vô địch | Cúp quốc gia | Cúp quốc gia | Châu lục | Châu lục | Khác | Khác | Tổng cộng | Tổng cộng |
| Câu lạc bộ          | Mùa giải            | Hạng đấu            | Trận         | Bàn          | Trận         | Bàn          | Trận     | Bàn      | Trận | Bàn  | Trận      | Bàn       |
| ------------------- | ------------------- | ------------------- | ------------ | ------------ | ------------ | ------------ | -------- | -------- | ---- | ---- | --------- | --------- |
| Bodø/Glimt          | 2019                | Eliteserien         | 8            | 1            | 0            | 0            | –        | –        | –    | –    | 8         | 1         |
| Bodø/Glimt          | 2020                | Eliteserien         | 24           | 6            | 0            | 0            | 3        | 2        | –    | –    | 27        | 8         |
| Bodø/Glimt          | 2021                | Eliteserien         | 1            | 0            | 0            | 0            | 0        | 0        | –    | –    | 1         | 0         |
| Bodø/Glimt          | 2022                | Eliteserien         | 15           | 6            | 5            | 3            | 10       | 5        | –    | –    | 30        | 14        |
| Bodø/Glimt          | Tổng cộng           | Tổng cộng           | 48           | 13           | 5            | 3            | 13       | 7        | 0    | 0    | 66        | 23        |
| Union SG            | 2022–23             | Belgian Pro League  | 37           | 9            | 4            | 2            | 10       | 6        | –    | –    | 51        | 17        |
| Bayer Leverkusen    | 2023–24             | Bundesliga          | 23           | 14           | 3            | 2            | 8        | 5        | –    | –    | 34        | 21        |
| Bayer Leverkusen    | 2024–25             | Bundesliga          | 19           | 8            | 3            | 1            | 4        | 1        | 1    | 1    | 27        | 11        |
| Bayer Leverkusen    | Tổng cộng           | Tổng cộng           | 42           | 22           | 6            | 3            | 12       | 6        | 1    | 1    | 61        | 32        |
| Tổng cộng sự nghiệp | Tổng cộng sự nghiệp | Tổng cộng sự nghiệp | 127          | 44           | 15           | 8            | 35       | 19       | 1    | 1    | 178       | 72        |

1. ↑  Bao gồm Cúp bóng đá Na Uy, Cúp bóng đá Bỉ và DFB-Pokal
2. 1 2 3  Ra sân tại UEFA Europa League
3. ↑  Ra sân bốn lần và năm bàn tại UEFA Champions League, sáu lần ra sân tại UEFA Europa Conference League
4. ↑  Số lần ra sân tại UEFA Champions League
5. ↑  Ra sân tại DFL-Supercup

### Quốc tế
Tính đến 6 tháng 6 năm 2025
| Đội tuyển quốc gia | Năm       | Trận | Bàn |
| ------------------ | --------- | ---- | --- |
| Nigeria            | 2023      | 5    | 0   |
| Nigeria            | 2024      | 6    | 0   |
| Nigeria            | 2025      | 2    | 0   |
| Tổng cộng          | Tổng cộng | 13   | 0   |

## Danh hiệu

### Câu lạc bộ
FK Bodø/Glimt
- Eliteserien: 2020, 2021

Bayer Leverkusen
- Bundesliga: 2023–24[15]
- DFB-Pokal: 2023–24[16]
- DFL-Supercup: 2024[17]

### Cá nhân
- Vua phá lưới UEFA Europa League: 2022–23[18]
- Đội hình xuất sắc nhất UEFA Europa League: 2022–23[19]
- Tân binh xuất sắc nhất Bundesliga: Tháng 8 năm 2023, tháng 9 năm 2023, tháng 10 năm 2023[20]
- Cầu thủ xuất sắc nhất của tháng Bundesliga: Tháng 8 năm 2023[21]